# Oberbank (Magyarország)
Az Oberbank AG Magyarországi Fióktelep egy magyarországi kereskedelmi bank, ami a linzi székhelyű, 1869-ben megalapított Oberbank AG magyarországi fióktelepeként működik 2007 óta hazánkban.

## Története

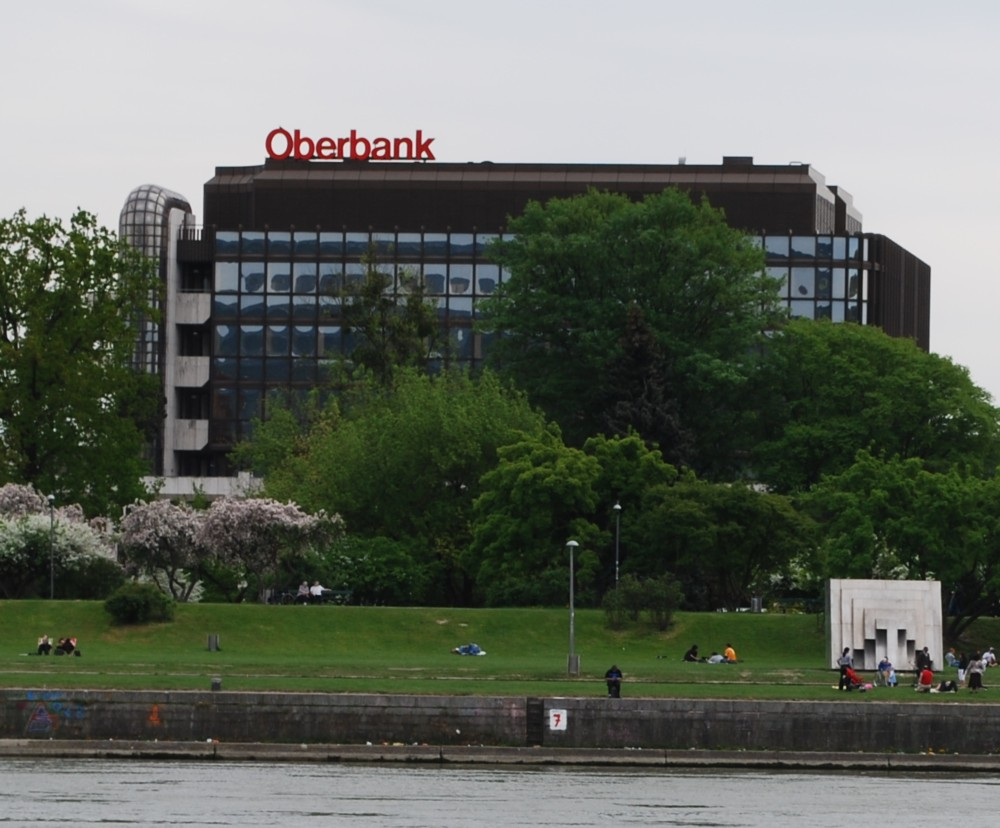
Az Oberbank linzi központja

Oberbank AG-t 1869-ben alapították, napjainkra Ausztria fő regionális bankjává vált. Jelenleg 150 fiókkal működik Ausztriában, ezen kívül Németországban, Csehországban, Szlovákiában, továbbá Magyarországon működnek fióktelepei.
Magyarországon jelenleg hét bankfiókkal rendelkezik: kettő Budapesten, ezen kívül Debrecenben, Győrött, Kecskeméten, Szegeden és Szombathelyen találhatóak. Az Ober Lízing 2005-ben kezdte meg működését. A bank terjeszkedni akar Magyarországon, 2016-ig további három, hosszabb távon pedig további 12 fiók nyitását tervezik.

## Tulajdonosi szerkezet
A bank 100%-ban külföldi, osztrák tulajdonban van.
Tulajdonosi szerkezete jelenleg így alakul:
| Tulajdonos                                             | Jegyzett tőke (%) |
| ------------------------------------------------------ | ----------------- |
| CABO Beteiligungsgesellschaften m.b.H.                 | 32,54             |
| Bank für Tirol und Voralberg AG, Innsbruck             | 18,51             |
| BKS Bank AG, Klagenfurt                                | 18,51             |
| Wüstenrot Wohnungswirtschaft reg. Gen.m.b.H., Salzburg | 5,13              |
| Generali 3 Banken Holding AG, Bécs                     | 2,21              |
| Munkatársak tulajdonában                               | 3,98              |
| Egyéb tulajdonban                                      | 19,12             |